# Mieczysław Kreutz
Mieczysław Kreutz (ur. 31 grudnia 1893 we Lwowie, zm. 14 października  1971 w Warszawie) – polski filozof i psycholog, profesor; kontynuator myśli szkoły lwowsko-warszawskiej.

## Życiorys
Urodził się we Lwowie, gdzie ukończył gimnazjum i studia filozoficzne na Uniwersytecie Lwowskim. Wśród jego wykładowców był prof. Kazimierz Twardowski.
W latach 1914–20 w czynnej służbie wojskowej, odznaczony Krzyżem Walecznych. Od 1921 asystent w Zakładzie Psychologii Uniwersytetu Jana Kazimierza we Lwowie. W 1924 uzyskał doktorat z filozofii, w 1927 habilitację z psychologii. W 1928 uzyskał stanowisko zastępcy profesora na tej uczelni oraz kierownictwo Zakładu Psychologii, które zwolniło się po odejściu Kazimierz Twardowskiego. W 1934 profesor nadzwyczajny.
W okresie okupacji Polski w 1941 usunięty z Uniwersytetu. W czasie okupacji niemieckiej Lwowa był karmicielem wszy zdrowych w Instytucie Badań nad Tyfusem Plamistym i Wirusami prof. Rudolfa Weigla. Po zakończeniu II wojny światowej wysiedlony ze Lwowa w akcji ekspatriacyjnej Polaków. Osiadł we Wrocławiu i związał swoją pracę naukową z Uniwersytetem Wrocławskim, na którym organizował studia psychologiczne i Katedrę Psychologii.
W 1946 profesor zwyczajny. Od 1953 przeniesiony na Uniwersytet Warszawski, gdzie objął Katedrę Psychologii Eksperymentalnej. W 1964 odznaczony Krzyżem Kawalerskim Orderu Odrodzenia Polski
Zajmował się problemami związanymi z metodologią w psychologii, głównie w odniesieniu do metody introspekcyjnej i metody testów.
Został pochowany na Powązkach Wojskowych w Warszawie (kwatera A32-1-25).

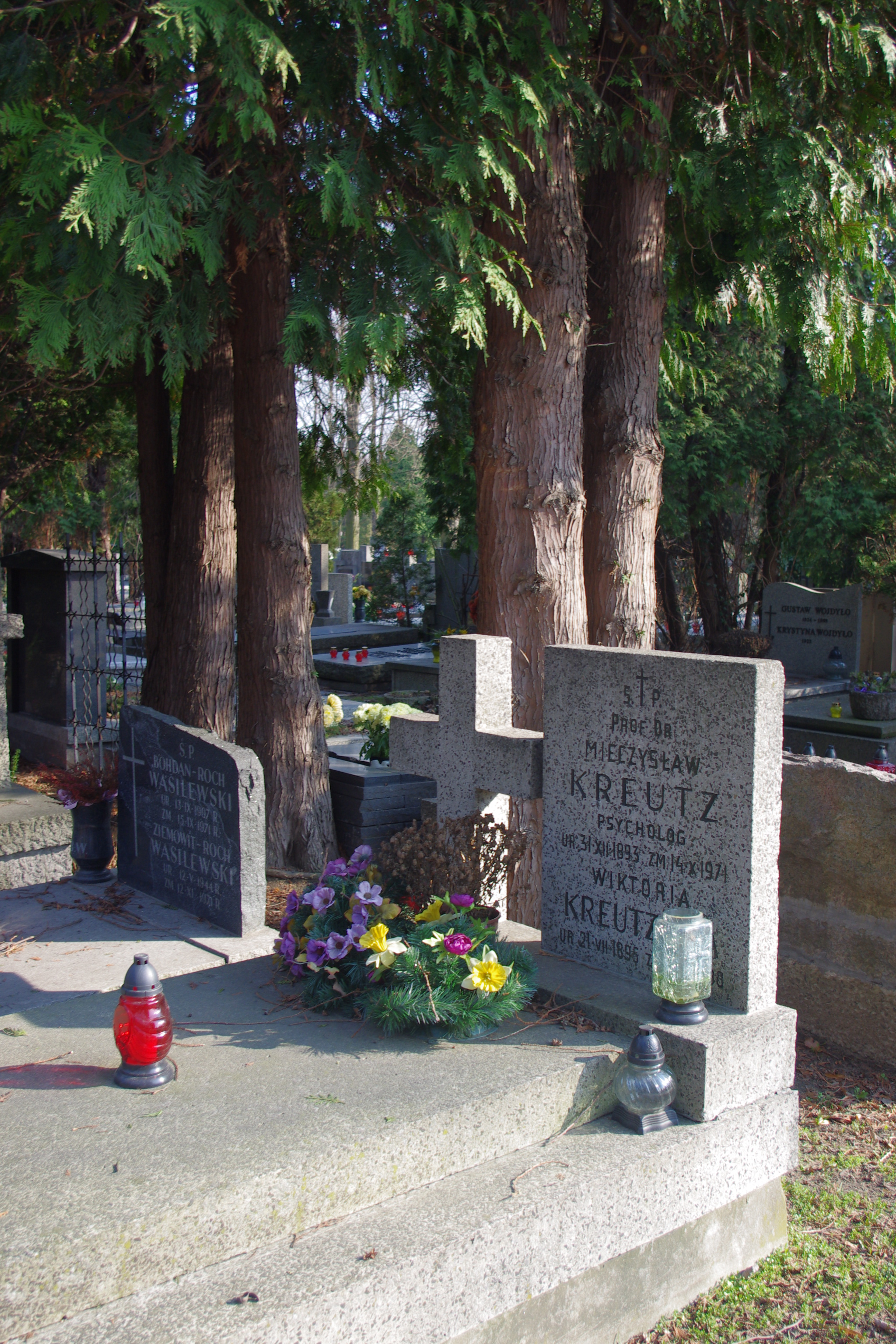
Grób psychologa Mieczysława Kreutza na Wojskowych Powązkach w Warszawie

W listopadzie 2012 we Wrocławiu psychologowie ze Szkoły Wyższej Psychologii Społecznej i Polskiej Akademii Nauk zorganizowali konferencję naukową na cześć prof. Mieczysława Kreutza, podczas której wnuk profesora odsłonił poświęconą mu tablicę pamiątkową. W konferencji wzięło udział grono czołowych polskich psychologów m.in. profesorowie Jerzy Brzeziński, Dariusz Doliński, Leszek Koczanowicz, Maria Lewicka, Piotr Oleś, Teresa Rzepa, Ryszard Stachowski, Jan Strelau, Tadeusz Tyszka.

## Wybrany dorobek naukowy
- Zmienność rezultatów testów, cz. I i II, Lwów 1927, 1933
- Rozwój psychiczny młodzieży, 1931
- Kształcenie charakteru. Poradnik praktyczny, Warszawa 1946, 2011
- Podstawy psychologii, Warszawa 1949
- Rozumienie tekstów, Warszawa 1968